# Branchipodopsis drakensbergensis
Branchipodopsis drakensbergensis är en kräftdjursart som beskrevs av Hamer och Appleton 1996. Branchipodopsis drakensbergensis ingår i släktet Branchipodopsis och familjen Branchipodidae. Inga underarter finns listade.